# ウェディング・バトル アウトな男たち
『ウェディング・バトル アウトな男たち』（ウェディングバトル アウトなおとこたち、Why Him?）は2016年に公開されたアメリカ合衆国のロマンティック・コメディ映画である。監督はジョン・ハンバーグ、主演はジェームズ・フランコとブライアン・クランストンが務めた。
本作は日本国内で劇場公開されなかったが、2018年6月6日にDVDが発売された。

## ストーリー
スタンフォード大学に通うステファニー・フレミングは恋人のレアード・メイヒューを自宅に招いていた。その頃、ステファニーの父親であるネッドは友人や家族に55歳の誕生日を祝福されていた。遠方に暮らすステファニーからも祝福されて感極まるネッドだったが、見知らぬ男が下半身を露出し娘の背後を横切ったのを見て仰天してしまった。
恋人の存在がバレてしまったため、ステファニーはレアードと家族を引き合わせることにした。レアードはゲーム会社の社長であり、大豪邸に住んでいた。レアードはフレミング一家に自宅を案内したが、その際にネッドの妻（バーブ）の容姿を褒めたことが彼の癪に障ることとなった。レアードの下品な言葉遣いもネッドの気に入らなかったが、彼は背中に一家へのクリスマスカードをタトゥーとして彫り込むなどの奇行を連発してネッドのさらなる不興を買った。
ネッドがステファニーに「レアードと別れなさい」と言ったところ、ステファニーはチャンスをくれと懇願するのだった。その後、レアードとネッドは森を散策することになった。歩いている途中、レアードは突然「娘さんを僕に下さい」とネッドに言ってきた。完全に虚を突かれたネッドは「ダメだ」とはっきり言うことができなかった。
フレミング一家はレアードが主催するクリスマス・パーティーに参加することになった。ネッドの会社が経営難に陥っていることを知ったレアードは「クリスマスプレゼント」と称して借金の肩代わりを申し出た。経営者としてのネッドはその申し出に大喜びしていたが、彼には男・家長としてのプライドがあった。そのため、ネッドは「馬鹿にするな」とレアードに殴りかかった。ステファニーとバーブは男たちの振る舞いにほとほと愛想を尽かしてしまった。気まずい雰囲気のまま、一家はレアードの自宅を後にすることとなった。
フレミング一家はステファニー抜きでクリスマスを祝うことになったが、祝いの席とは思えないほど重苦しい雰囲気に包まれていた。そんな中、ヘリコプターのプロペラ音がどこからともなく響いてきた。

## 出演
※括弧内は日本語吹替。
- ジェームズ・フランコ - レアード・メイヒュー（檜山修之）
- ブライアン・クランストン - ネッド・フレミング（土師孝也）
- メーガン・ムラーリー - バーブ・フレミング（塩田朋子）
- ゾーイ・ドゥイッチ - ステファニー・フレミング（中原麻衣）
- セドリック・ジ・エンターテイナー - ロウ・ダン
- グリフィン・グラック - スコッティ・フレミング（林勇）
- キーガン＝マイケル・キー - グスタフ
- ケイリー・クオコ - ジャスティン（声の出演）
- ザック・パールマン - ケヴィン・ディングル
- ジー・ヤン・ハン - マーニー・ディングル
- ジェイコブ・ケンプ - ランディ
- ケイシー・ウィルソン - ミシー・ペダーマン
- アンドルー・レイノルズ - ブレイン・ペダーマン
- アダム・ディヴァイン - タイソン・モデル
- タンジー・アンブローズ - パティ・ダン
- スティーヴ・バノス - バート

### カメオ出演
- バーニー・バーンズ
- リチャード・ブライス
- スティーヴ・アオキ
- イーロン・マスク
- トビー・ターナー
- ジーン・シモンズ
- ポール・スタンレー
- クリス・A・リスコム

## 製作
2014年11月18日、ジョン・ハンバーグとイアン・ヘルファーが新作コメディ映画の脚本を執筆していると報じられた。2015年2月27日、ジェームズ・フランコが本作の出演交渉に臨んでいるとの報道があった。8月、カリフォルニア州の映画協会が本作に540万ドルの税制優遇を適用すると発表した。25日、ブライアン・クランストンの出演が決まった。12月8日、ブライス・ダラス・ハワード、ジョーダナ・ブリュースター、メラニー・ロランらの起用が見送られた末に、ゾーイ・ドゥイッチが主人公の恋人役に起用されたと報じられた。2016年1月12日、グリフィン・グラックがキャスト入りした。13日、メーガン・ムラーリーが本作に出演するとの報道があった。19日、キーガン＝マイケル・キーの出演が決まった。2月5日、ザック・パールマンが本作に出演することになったと報じられた。
2016年2月、本作の主要撮影がロサンゼルスで始まった。

## 公開・興行収入
当初、本作は2016年11月11日に全米公開される予定だったが、後に公開日が同年12月23日に延期されることとなった。
本作は『パッセンジャー』、『アサシン クリード』、『SING/シング』と同じ週に封切られ、公開初週末に1100万ドルを稼ぎ出すと予想されていたが、その予想は的中した。2016年12月23日、本作は全米2917館で公開され、公開初週末に1100万ドルを稼ぎ出し、週末興行収入ランキング初登場4位となった。

## 評価
本作に対する批評家の評価は芳しいものではない。映画批評集積サイトのRotten Tomatoesには142件のレビューがあり、批評家支持率は39%、平均点は10点満点で4.9点となっている。サイト側による批評家の見解の要約は「『ウェディング・バトル アウトな男たち』は錚々たるキャストを揃えているが、全体としては変な作品に仕上がっている。奇妙な笑いを提供してくれるが、父親と婚約者の対決という使い古されたテーマに新しいものを加えることはなかった。」となっている。また、Metacriticには30件のレビューがあり、加重平均値は39/100となっている。なお、本作のCinemaScoreはB+となっている。